# Colourpoint
Colourpoint, ou Colorpoint (aux États-Unis), est le nom donné dans les standards d'élevage félins à un type de coloration du pelage de certains chats aux extrémités plus foncées, comme le chat Siamois. C'est une variante de l'albinisme qui n'affecte pas uniquement les chats et que l'on rencontre chez d'autres animaux d'élevage comme les rongeurs ou le bétail, mais jamais chez les humains.

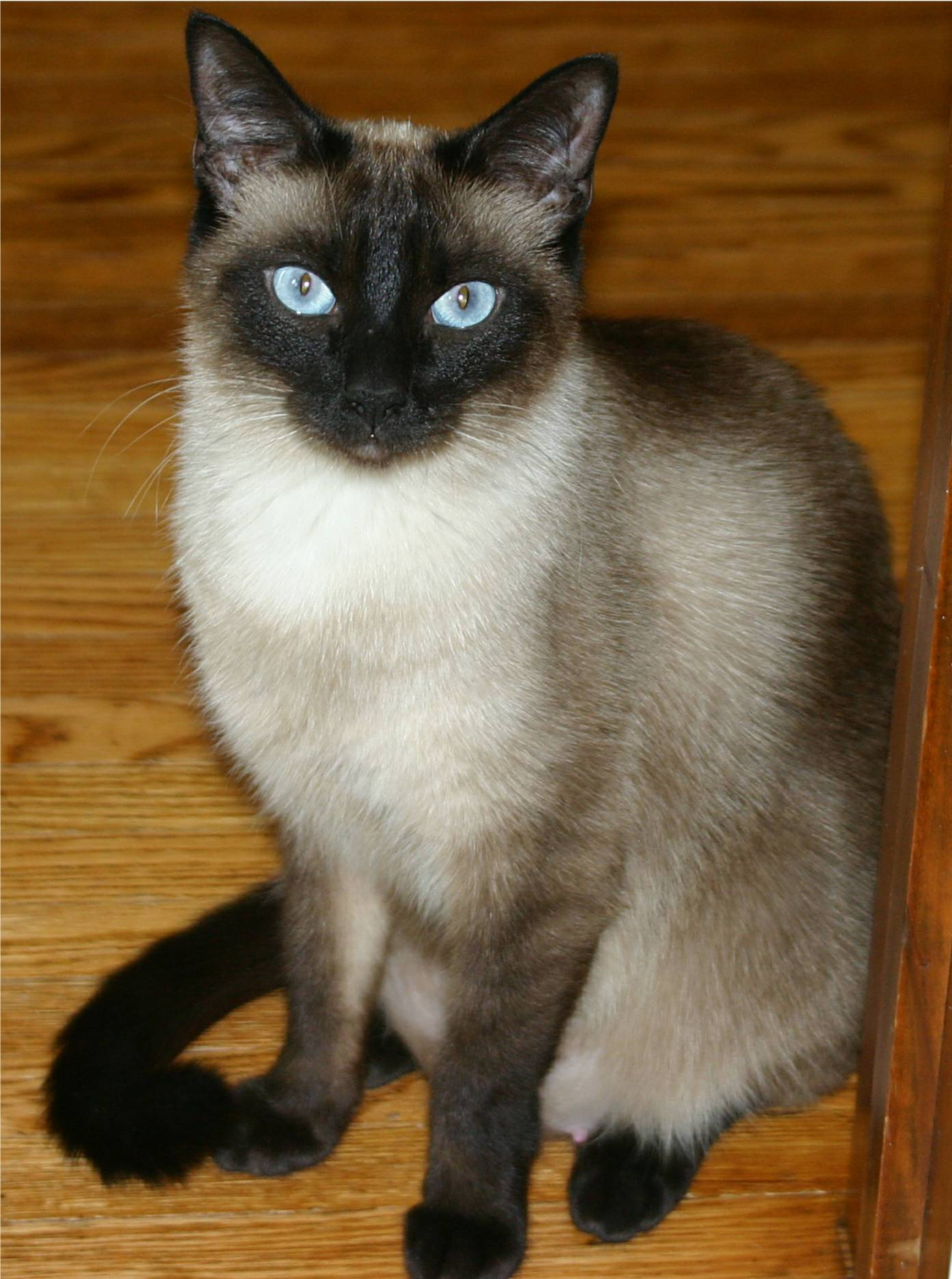
Chat à la robe Colourpoint.

Cette pigmentation est induite génétiquement par la série allélique C qui limite chez ce type de chat la coloration aux parties les plus froides du corps. Dans ce cas la couleur est restreinte aux extrémités, en anglais points, dans un corps clair.
Par extension, le « colourpoint » désigne une race diversement homologuée selon les pays et nommée aussi parfois « Himalayen ». Cette lignée colourpoint du chat Persan est issue du croisement entre un Siamois et un Persan noir.

## Mode d'action au sein du groupe «C»
La coloration du pelage dépend de réactions chimiques et enzymatiques qui déterminent la fabrication des pigments mélaniques responsable de la coloration brune. La coloration « uni », « sépia », « colourpoint », « mink » ou « albinos » dépend de la série génétique "C", en fonction des anomalies de fonctionnement d'un catalyseur : la tyrosinase.
Dans le cas du colourpoint, la présence de l’allèle "cs" : cs/cs, entraîne la fabrication par l'animal d’une tyrosinase incapable de fonctionner à température corporelle normale. Le petit naît tout blanc car il a été maintenu au chaud durant la gestation. Mais après la naissance, ses extrémités connaissent une chute de température, déclenchant la synthèse de mélanine, et faisant apparaître une teinte plus foncée au bout de 2 à 3 jours sur ces parties du corps.
Ce phénomène est partiellement réversible : par exemple lors d'une forte fièvre on peut observer une décoloration des parties foncées. Il peut aussi y avoir une dépigmentation autour des yeux, dite « en lunettes ».
L'intensité de la teinte varie aussi. Elle peut foncer selon la lignée génétique, avec l'âge ou selon les hormones. Une femelle aura par exemple les extrémités plus foncées lorsqu'elle a des petits.
Les chats colourpoint ont tous les yeux bleus.
Cette coloration nuancée du pelage n'affecte pas uniquement les chats. D'autres animaux ont développé des variétés de coloration semblables, en particulier chez les rongeurs d'élevage comme la gerbille ou le lapin, entre autres la race de lapin himalayen qui a donné son nom aux États-Unis à la race de chats du même nom.

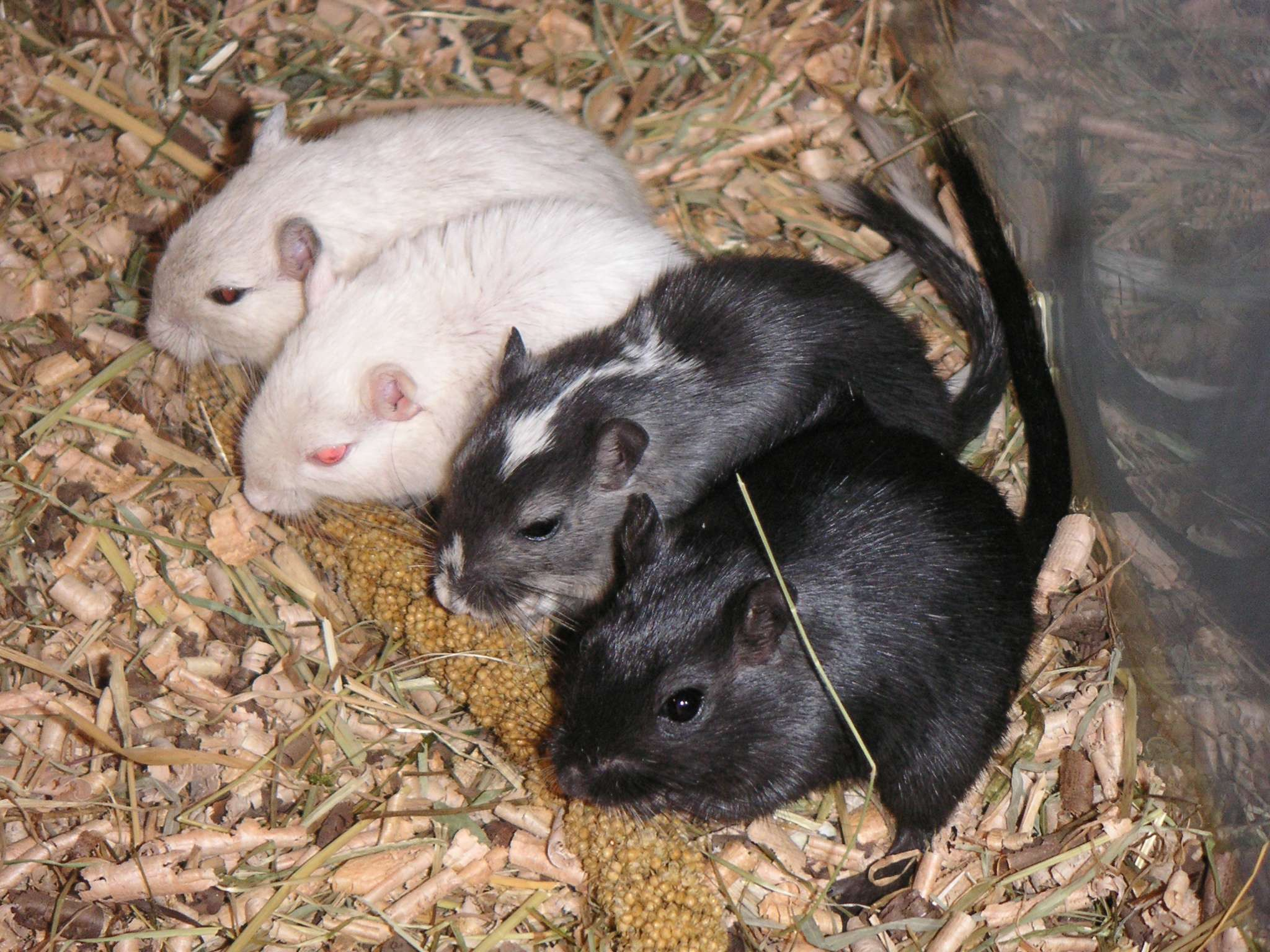
Variations de pigmentation chez la Gerbille de Mongolie (Meriones unguiculatus). De gauche à droite : colourpoint, albinos, bicolore (Leucistisme), noir.
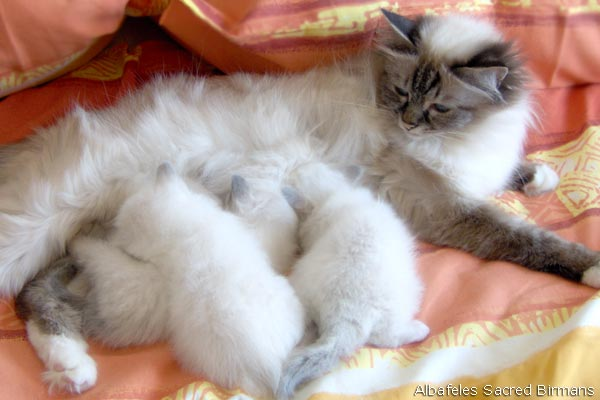
Chatons et leur mère (Sacré de Birmanie). On peut voir la coloration naissante sur les oreilles et la queue des petits.
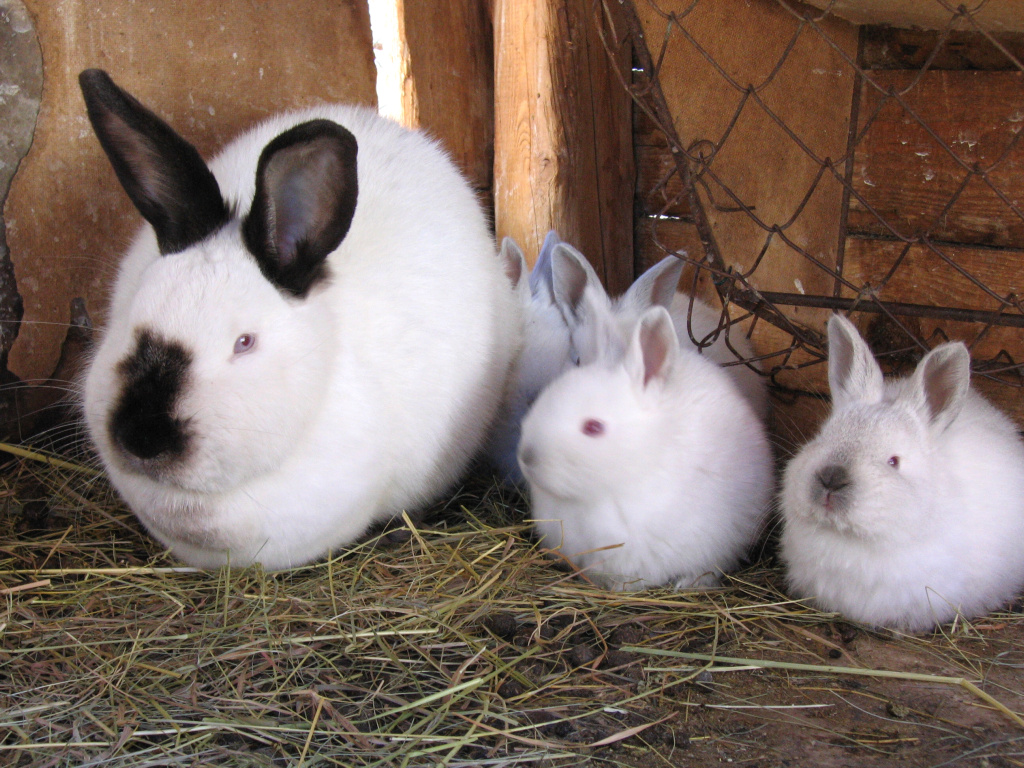
Une famille de lapins de race Néo-Zélandaise à différents niveaux de coloration.

## Nuances possibles
Chez les chats les extrémités peuvent avoir diverses nuances de couleurs, plus ou moins diluées, par exemple :
Couleur de extrémités de teintes denses:
- Seal point : brun très foncé à noir
- Chocolat point : brun chocolat à chocolat au lait chaud
- Cinnamon point : brun chaud cannelle
- Red point : orange vif chaud

Couleur de extrémités de teintes diluées:
- Blue point : gris-bleu froid ardoisé
- Lilac point : gris-rosé pâle à lilas fané
- Fawn point : beige-rosé à vieux-rose
- Cream point : crème clair, assez froid

Chaque coloration peut avoir un motif tigré, on dit alors « tabby point », un motif écaille de tortue, on dit alors « tortie point », ou encore pour un motif tipped (poils clairs à l'extrémité foncée), on dit alors « Chinchilla point » (1/8 du poil est foncé) et « shaded point » (1/3 du poil est foncé), etc. On rencontre donc par exemple des « Siamois bleu tortie silver shaded point ».

## Exemples chez le chat

### Red point

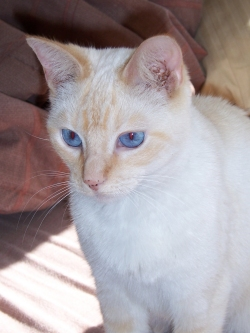
Chat siamois « red tabby point » (ou encore flame tabby point) : extrémités orangées + rayures.

Par exemple le terme d'origine anglaise « red point » (littéralement « pointe rouge ») est utilisé pour décrire une robe du chat aux extrémités tirant sur le roux.
Les chats red point, on dit aussi flame point, ont les yeux bleus (souvent très clairs, voir presque gris/transparents) et sont majoritairement blancs (ou ivoire) et ont les extrémités rousses/dorées : l’intégralité de la queue (souvent rayée de blanc), l'intégralité des oreilles, le museau et le masque (plus ou moins marqué), les pattes (au moins les extrémités).
Les races acceptant la couleur red point[réf. souhaitée] (à compléter et/ou vérifier) :
- Le Sacré de Birmanie
- Le Persan
- Le Siamois
- Le Balinais
- Le Sphynx
- L'Exotic Shorthair
- Le Ragdoll
- Le Sibérien
- L'American curl
- Le British (shorthair et longhair)
- Le scottish et le Highland (straight ou fold)

### Races diversement reconnues

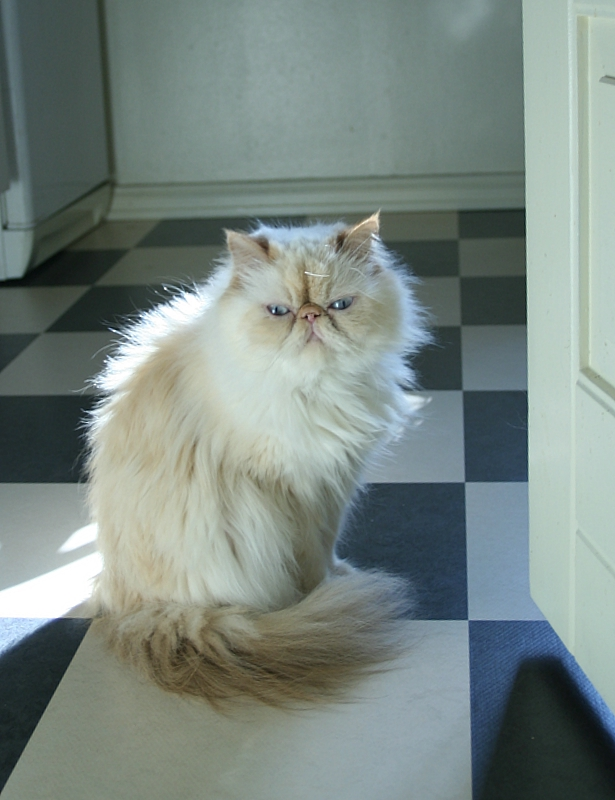
Un Persan colourpoint, dit aussi « Himalayen », cream point.

Le chat persan colourpoint, appelé aussi plus simplement « le colourpoint », au Royaume-Uni, ou  « Himalayen », aux États-Unis, est un chat issu du croisement entre un Siamois et un Persan noir, aux extrémités colourpoint bien marquées. Cette race est diversement reconnue par les fédérations félines.
Une variation à poils courts existe aussi : le Colorpoint shorthair.

## Colorations proches

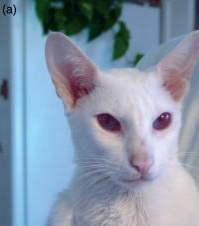
Chat atteint d'albinisme partiel.

- Mink : très proche du colourpoint mais le corps est légèrement coloré. Les yeux sont de couleur aigue-marine. Typique du Tonkinois.
- Sépia : Les extrémités foncées également mais la coloration du corps soutenue fait peu de différence entre le corps et les extrémités. Typique du Burmese.
- Albinisme partiel : le dernier allèle du gène colourpoint provoque un albinisme partiel ; le chat est entièrement blanc et a des yeux bleu-rouge.